# Manius Acilius Glabrio (konzul 191. pr. Kr.)
Manije Acilije Glabrion (Manius Acilius Glabrio) je bio rimski vojskovođa i političar iz doba rimsko-sirijskog rata.
Bio je podrijetlom iz plebejske obitelji, a godine 191. pr. Kr. je izabran za konzula. Iste je godine na čelu rimske vojske došao u Grčku te porazio seleukidskog kralja Antioha Velikog u bitci kod Termopila. Nakon toga je pokrenuo pohod s ciljem da kazni Etolski savez, na čiji je poziv Antioh došao u Grčku. Od toga ga je, međutim, odgovorio rimski diplomat Tit Kvinkcije Flaminin.
Godine 189. pr, Kr. Glabrion se kandidirao za cenzora, ali su ga patriciji optužili da u vlastitoj kući skriva pronevjereni ratni plijen iz Grčke. Kada je te optužbe svjedočenjem potvrdio legat, Glabrion je odustao od kandidature.
Vjeruje se kako je upravo na Acilijev prijedlog donesen Lex Acilia de intercalando, zakon kojim su rimski svećenici ovlašteni da po potrebi u rimsku kalendarsku godinu ubacuju interkalarne mjesece kako bi tadašnji kalendar uskladili s godišnjim dobima.